# Droga krajowa B460 (Niemcy)
Droga krajowa 460 (niem. Bundesstraße 460) – niemiecka droga krajowa przebiegająca na osi wschód - zachód z Lorsch do skrzyżowania z drogą B45 koło Hetzbach w południowej Hesji.